# Posse comitatus

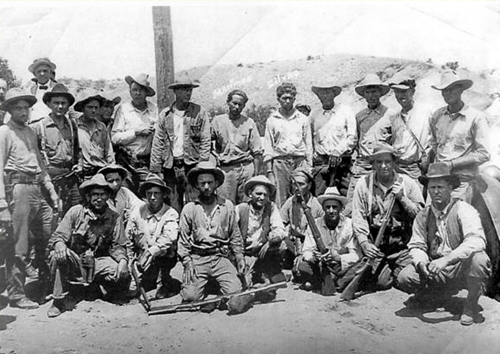
Американский окружной отряд, поймавший в 1922 году объявленных в розыск преступников Мануэля Мартинеса и Пласидио Сильваса, расположенных на фотографии в самом центре заднего ряда, которые были арестованы за убийства в Руби после проведения крупнейшей розыскной кампании в истории Юго-Запада.

Окружной отряд или отряд графства (лат. Posse comitatus; англ. posse; англ. power of the county) — в странах общего права (Великобритания и США) группа людей, призванная блюстителем порядка, как правило шерифом, для пресечения противоправной деятельности, защиты округа (США) или графства (Британское содружество). Практика основывается на прецедентном праве. Исторически этот термин употреблялся по отношению к группам, организованным для преследования и поимки тех или иных разыскиваемых лиц, скрывшихся из пределов досягаемости местных органов правопорядка. В современном контексте употребляется в отношении как санкционированных, так и несанкционированных властью локальных вооружённых объединений граждан по охране правопорядка.

## Происхождение
Понятие возникло от латинского словосочетания posse comitātūs, означающего «окружной отряд», вошедшего в английский язык в конце XVI века и сократившее в XVII веке до posse. В классической латыни posse — это сокращение от potesse, неправильного глагола латинского языка, означающего «быть способным». Необычный родительный падеж в «-ūs» — особенность четвёртого склонения. В первое время своего существования posse comitatus подчинялся королю, стране и местной власти. И хотя изначально понятие имело смысл только в отношении к совокупности граждан, призванных властями для устранения какой-либо чрезвычайной ситуации (например, подавления беспорядков и поимки преступников), тем не менее в словесном обороте XIX века posse comitatus приобрело дополнительное обобщённое или переносное значение и могло означать любую силу или банду, особенно имеющую плохие намерения, а также могло употребляться с оттенком юмора. В этом смысле обращение за помощью к окружному отряду часто встречается в сюжетах вестернов, как в «Великолепной семёрке», где главный герой вербует отчаянных людей, чтобы избавить мексиканских крестьян от одной банды.

## Великобритания

### Первая гражданская война
В 1642 году, в самом начале Первой гражданской войны местные отряды создавались всеми повсеместно. Уполномоченные представители власти издали письменные разрешения, побудив местных жителей сплотиться. Двумя наиболее часто используемыми властями законодательными актами были «Постановление о милиции» круглоголовых и стародавнее постановление короля о патентных грамотах. Однако руководитель роялистов в Корнуолле сэр Ральф Хоптон вынес обвинительное заключение в отношении противников перед большим жюри графства в нарушении спокойствия и приказал posse comitatus изгнать их.

### Правовое регулирование
Право шерифов в Англии и Уэльсе на призыв posse comitatus регулируется разделом 8 Закона о шерифах 1887 года. Оно позволило шерифу каждого графства призывать всех гражданских лиц на помощь, чтобы поймать человека, совершившего фелонию, то есть серьёзное преступление, а также наказывать штрафами тех, кто не подчинился. Положения о posse comitatus были отменены Законом об уголовном праве 1967 года.

## США
В первые десятилетия существования США, до того как рабство превратилось в серьёзный конфликт, федеральное применение posse comitatus в отдельных штатах было редким и лишь время от времени. Но федеральный окружной отряд в буквальном смысле вынудил США признать законность рабства, поскольку имеются бесспорные документальные исторические подтверждения, связывающие с некоторыми окружными отрядами (например, в штате Колорадо), факты беззакония и даже линчевания.
Федеральное правительство США в период 1850—1878 годы распространило своё влияние на отдельно взятых граждан. Это было направлено на решение самых разных задач — от сохранения прав рабовладельцев на общегосударственном уровне до освобождения миллионов порабощённых негров и обеспечения соблюдения доктрины формального равенства. Возникновение федерального государства, как и предшествовавшего ему рынка, создало противоречивые, но согласованные силы освобождения и принуждения людей.
Случай с произошедшей в 1897 году бойней у Латтимера показал опасность данных групп и положил конец их применению во время массовых беспорядков. С тех пор данный общественный институт в США является не предписанием верховной власти, а лишь одним из возможных средств местного самоуправления, действуя по воле местного населения, а не за счёт него.
В США федеральный закон, известный как Закон об окружных отрядах, принятый в 1878 году, запрещает использование армии США или какие-либо ещё отдельные части, например ВВС США, в качестве окружных отрядов или в правоохранительных целях без предварительного одобрения Конгресса США. Хотя в законе прямо не упоминаются ВМС США и Корпус морской пехоты США, тем не менее Министерство военно-морского флота США выпустило предписания, которые позволяют приравнять данные военные формирования к posse comitatus. В 2013 году директива министра обороны США напрямую касалась этого вопроса: запрещая использование армии, флота, военно-воздушных сил и морской пехоты для внутренних правоохранительных органов. Ограничение не распространяется на Национальную гвардию США, когда она задействована губернатором штата и действует в соответствии с разделом 32 Кодекса США как, например, это было в случае реакции на появление урагана Катрина.
В США окружные отряды продолжают действовать в тех штатах общего права (например в Джорджии), которые не отменили его каким-либо статутом. Во многих штатах, особенно Запада США, шерифы и другие представители правоохранительных органов именуют своих помощников из числа гражданских лиц posse comitatus.

### Известные отряды

#### Округ Пирс, 1856
В ответ на отправку ополченцев губернатором территории Вашингтон Исааком Стивенсом для ареста Фрэнсиса А. Ченовета, главного судьи верховного суда территории, который заседал в здании суда округа Пирс, шериф округа Пирс призвал 50-60 человек из числа гражданских лиц для защиты суда. Противостояние между окружным отрядом и ополчением было в конечном итоге разрешено путём переговоров, и последние отступили.

#### Округ Льюзерн, 1897
В 1897 году шериф округа Льюзерн штата Пенсильвания, назначил 100 гражданских лиц в дополнение к 50 заместителям шерифа для борьбы с забастовкой 400 шахтёров на рудниках Латтимера. Прибывший на место окружной отряд открыл огонь по участникам забастовки, что привело к гибели 19 человек, а само происшествие вошло в историю как бойня у Латтимера.

#### Округ Хинсдейл, 1994
В 1994 году после того, как банда грабителей банков сбежала из округа Минерал в штате Колорадо в отдалённый округ Хинсдейл того же штата  (где в то время на 500 жителей приходилось три штатных сотрудника правоохранительных органов), окружной шериф призвал на помощь окружной отряд из более чем ста гражданских лиц для поиска и поимки беглецов. Преступники были обнаружены и убиты окружным отрядом.

### Правовое регулирование

#### Прецедентное право
После массовых беспорядков в Балтиморе в 1968 году против местных властей города Балтимора было подано 1500 исков с требованием компенсации ущерба, причинённого неспособностью полиции подавить массовые беспорядки. Городские власти потребовали декларативного судебного решения, аргументируя это тем, что они не могут нести ответственности за какие-либо неудачи муниципальной полиции Балтимора, поскольку это область ответственности властей штата Мэриленд, и город не имеет правоохранительных органов. Отвергая данный аргумент, Апелляционный суд Мэриленда отметил, что Балтимор по своему статусу является независимым городом и, следовательно, приравнен к округу, поэтому продолжает обладать правом призыва окружного отряда, поскольку это право не было прямо отменено каким-либо законом и, следовательно, продолжало оставаться частью общего права.

#### Статутное право
Раздел 1989 главы 42 Кодекса США позволяет магистратским судам давать санкцию на призыв окружных отрядов, когда это необходимо для обеспечения выполнения их решений.
Адвокат Дэвид Копель в своём обзоре в Journal of Criminal Law and Criminology отмечал, что почти все штаты США предоставляют шерифам или другим местным государственным служащим законные полномочия призывать окружные отряды. Во многих случаях гражданские и уголовные наказания назначаются для представителей общественности, уклоняющихся от исполнения служебных обязанностей при таких призывах. Так в законодательстве штата Южная Каролина предусматривается, что «любое лицо, отказывающееся помогать в качестве одного из членов окружного отряда … должно быть признано виновным в проступке, и в случае признания его виновным оштрафовано на сумму не менее тридцати или не более ста долларов, или же подвергнуто тюремному заключению на срок до тридцати дней», в то время как Нью-Гэмпшире установлен штраф в размере «не более 20 долларов».